# Декреталии
Декреталии (от лат. decretum — «указ», «постановление») — постановления римских пап (с конца IV века) в форме посланий. В отличие от энциклик, декреталии оформлены как письмо конкретному адресату, ответ на вопрос, обращенный к папе по частному делу, разрешение которого может служить общим правилом.

## Значение декреталий
Декреталии могли исходить лично от папы или от папы и его совета. В большинстве случаев декреталии вели к изменению существующих традиций церкви, тем не менее они, как правило, мотивировались так называемыми апостольскими преданиями. При этом мнение, выраженное главой церкви, которая была основана одним из апостолов, признавалось как бы свидетельством самих апостолов. На востоке обращались к главам любой другой из «апостольских» церквей. На западе, наоборот, только один римский епископский престол признавался апостольским, центром всех латинских церквей. Отсюда число и значение советов, данных римскими епископами, их апостольский авторитет. В свою очередь, авторитетность декреталий значительно способствовала усилению могущества римских епископов, приобретая все большее значение по мере развития этого могущества.

## Ранняя история
Первое несомненно подлинное послание римского епископа, представляющее по характеру декреталию, относится к IV в. В конце V или в начале VI в. Дионисий Малый, пересматривая собрание соборных канонов, прибавил к ним 38 декреталий семи пап; позже к этому собранию прибавили декреталии других пап. Находя декреталии в одном и том же сборнике с канонами, им стали приписывать равное значение. Другой сборник, составленный в Галлии около первой половины VI в., содержит, также наряду с соборными постановлениями, декреталии пап Дамасия I (366—384) и Геласия I (492—496).

## Фальшивые декреталии
С тех пор, как декреталии получили авторитет в тех или других странах, становилось выгодным составлять подложные декреталии. Уже в 414 г. Иннокентий I жалуется на такого рода фальсификации. Реймсского архиепископа Гинкмара обвиняли в употреблении ложных декреталий для поддержки своих притязаний.

### Лжеисидоровы декреталии
Декреталии, изданные в сборнике Дионисия Малого, были воспроизведены в коллекции, составленной в Испании около первой трети VII века и бездоказательно приписанной Исидору Севильскому. Эти декреталии стали весьма известными, и заработали громкую репутацию предполагаемому автору. Между 844 и 863 годами в Реймской епархии сборник был переработан вновь. Автор этой переработки, известной под названием «Ложных Декреталий», воспользовавшись именем Исидора Севильского и содержанием приписываемого ему произведения, прибавил к нему свои фальсификации, всего сборник стал насчитывать 35 ложных документов. Авторитет этого сочинения часто оспаривался, но в течение многих веков до реформации никто не сомневались в его подлиности. Первые серьёзные нападки были сделаны протестантами. О подложности документов объявил Жан Кальвин, развернутое доказательство подложности было дано в «Магдебургских центуриях».